# Frans Gelders
Frans Gelders (Vilvoorde, 28 februari 1905 - aldaar, 21 mei 1985) was een Belgisch politicus voor de BSP.

## Levensloop
Na zijn middelbare studies werd Gelders bureeljongen bij de Centrale der Metaalbewerkers, waarna hij een job kreeg bij de Federatie van Socialistische Gemeente- en Provincieraadsleden. In 1924 werd hij bediende bij de Fonderies Bruxelloises, waarna hij in 1934 in dienst ging bij het Volkshuis van Vilvoorde. Ook werd hij als toneelspeler en regisseur actief bij verschillende socialistische toneelverenigingen.
Gelders trad in de voetstappen van zijn vader François Gelders in de politiek. In 1946 werd hij voor de BSP verkozen tot gemeenteraadslid van Vilvoorde. Hij was er van 1947 tot 1958 schepen en van 1965 tot 1979 burgemeester.
Op 26 juni 1949 volgde hij zijn ontslagnemende vader op als lid van de Kamer van volksvertegenwoordigers voor het Kiesarrondissement Brussel. Hij bleef dit mandaat uitoefenen tot in 1974. In de Kamer was hij van 1954 tot 1958 en van 1962 tot 1974 quaestor en van 1961 tot 1962 ondervoorzitter. Op het einde van zijn parlementaire carrière, in de periode december 1971-maart 1974, had hij als gevolg van het toen bestaande dubbelmandaat ook zitting in de Cultuurraad voor de Nederlandse Cultuurgemeenschap, die op 7 december 1971 werd geïnstalleerd. Bovendien vertegenwoordigde hij van 1960 tot 1963 België bij de Verenigde Naties.
Van 1954 tot 1967 was Gelders eveneens voorzitter van de Brusselse federatie van de BSP. Hij nam ontslag wegens de steeds radicalere opstelling van de Franstalige vleugel tegenover de taalwetgeving van 1963. Wegens de communautaire spanningen kregen de twee Nederlandstalige BSP-Kamerleden in Brussel, Frans Gelders en Hendrik Fayat, bij de verkiezingen van 1968 geen verkiesbare plaats meer. In maart 1968 besloten ze met Piet Vermeylen op te komen met een eigen lijst voor Kamer en Senaat, de Rode Leeuwen. De drie werden herkozen in het parlement en in 1969 werden de Rode Leeuwen erkend als de autonome Vlaamse BSP-federatie in Brussel.